# Chambezon
Chambezon ist eine französische Gemeinde mit 130 Einwohnern (Stand 1. Januar 2022) im Département Haute-Loire in der Region Auvergne-Rhône-Alpes. Sie liegt im Arrondissement Brioude und im Kanton Sainte-Florine.

## Geographische Lage
Chambezon liegt nahe dem Fluss Alagnon, etwa 50 Kilometer südlich von Clermont-Ferrand.

## Bevölkerungsentwicklung
| Jahr                       | 1962 | 1968 | 1975 | 1982 | 1990 | 1999 | 2006 | 2017 |
| Einwohner                  | 115  | 100  | 85   | 71   | 80   | 94   | 96   | 116  |
| Quellen: Cassini und INSEE |      |      |      |      |      |      |      |      |